# Mega City Four
I Mega City Four, conosciuti anche con l'acronimo MC4, sono stati un gruppo indie/pop punk britannico attivo tra il 1987 ed il 1996, salvo una breve reunion nel 2007. Secondo la rivista Uncut il gruppo si era fatto una certa fama grazie soprattutto alle esibizioni dal vivo.

## Storia
Il gruppo si è formato a Farnborough nell'Hampshire ed era inizialmente composto dal chitarrista solista e cantante Wiz (al secolo Darren Brown), dal fratello Danny alla chitarra ritmica, da Gerry Bryant al basso e Chris Jones alla batteria.
Il loro stile iniziale riprendeva per certi versi il pop punk di gruppi come Generation X o dell'hardcore melodico degli Hüsker Dü. Con il terzo album in studio Sebastopol Rd. del 1992 lo stile del gruppo si faceva più vicino al power pop americano.
Terminata l'esperienza col gruppo Wiz andò a formare i Doughboys.
Wiz è morto improvvisamente all'età di 44 anni nel dicembre 2006.

## Discografia

### Album
- Tranzophobia (giugno 1989) (UK pos. 67)
- Who Cares Wins (ottobre 1990)
- Terribly Sorry Bob (aprile 1991, raccolta di singoli)
- Sebastopol Rd. (febbraio 1992, riedito nel 2013) (UK Chart pos. 41)
- Inspiringly Titled (primavera 1992, live)
- Magic Bullets (1993) (UK pos. 57)
- Peel Sessions (1993)
- Soulscraper (1996)[4]

### Singoli ed EP
- Miles Apart / Running in Darkness (marzo 1988)
- Clear Blue Sky (novembre 1988)
- Less Than Senseless (marzo 1989)
- Awkward Kid (ottobre 1989)
- Finish EP (1989)
- There Goes My Happy Marriage EP (1990)
- Words That Say (settembre 1991) (UK pos. 66)
- Stop EP (gennaio 1992) (UK pos. 36)
- Shivering Sand (maggio 1992) (UK pos. 35)
- Iron Sky (maggio 1993) (UK pos. 48)
- Wallflower (luglio 1993) (UK pos. 69)
- Skidding (settembre 1995)
- Superstar/Chrysanth (1995)
- Android Dreams (febbraio 1996)[4]